# Freddy Schissler
Freddy Schissler (* 1962 in Frankfurt am Main) ist ein deutscher Journalist und Buchautor.
Freddy Schissler wuchs in Frankfurt und im Schwarzwald auf. Er zog später ins Allgäu. In Konstanz/Stuttgart absolvierte er ein Sozialwissenschaftliches Grundstudium und begann danach ein Zeitungsvolontariat bei der Augsburger Allgemeinen/Allgäuer Zeitung. Schissler war bis Dezember 2007 leitender Kulturredakteur der Allgäuer Zeitung. Danach arbeitete er als freier Journalist sowie als Buchautor und schrieb für mehrere deutsche Zeitungen und Zeitschriften. Seit 2015 ist er leitender Redakteur der Zeitschrift "Griaß di' Allgäu", einem bundesweit erscheinenden Erlebnismagazin. 

## Schriftstellerische Tätigkeit
Sein erstes Buch beschäftigt sich mit der Jazzmusik im Allgemeinen und einem renommierten Jazzfestival im Speziellen (Highlights vom Kemptener Jazz Frühling). Danach schrieb er einen Kriminalroman (Tödliches Nachspiel), ehe er sich auf die humoristische Darstellung des mitunter turbulenten Alltags einer deutschen Durchschnittsfamilie konzentrierte (Ein Papa hat's nicht immer leicht; Cool bleiben, Papa).

## Werke
- Highlights vom Kemptener Jazzfrühling. Dannheimer-Verlag, Kempten 2004 (ISBN 978-3888810473)
- Tödliches Nachspiel. Dannheimer Verlag, Kempten 2005 (ISBN 978-3888810527)
- Alles klar, alter Sack?, Brack Verlag, Altusried 2013 (ISBN 978-3-86389-010-0)
- Man(n) kämpft sich durch. Brack-Verlag, Altusried 2010 (ISBN 978-3930323937)
- Ein Papa hat's nicht immer leicht. Brack-Verlag, Altusried 2006 (ISBN 978-3930323661)
- Cool bleiben, Papa. Brack-Verlag, Altusried 2008 (ISBN 978-3930323791)
- Marco Polo Reiseführer Allgäu. Mairdumont-Verlag, Ostfildern 2008 (ISBN 978-3829703598)
- mehrere Beiträge in Büchern und Magazinen, z. B. Bayerisch-Schwaben Blickpunkte, Satz und Grafik Partner, ISBN 978-3935438032; Allgäu. Die schönsten Touren zwischen Tannheimer Tal und Oberstdorf, Bruckmann-Verlag ISBN 978-3765446474 oder Allgäuer Heimatkalender, Brack-Verlag, ISBN 978-3930323838